# Katarzyna Potocka (1781–1820)
Katarzyna Branicka (ur. 1781, zm. 1820 w Krzeszowicach) – polska szlachcianka.
Była pierwszym dzieckiem i najstarszą córką Franciszka Ksawerego Branickiego i Aleksandry Engelhardt. Ok 1800 wyszła za mąż za Konstantego Sanguszkę (1781–1808) syna Janusza Modesta Sanguszki. Dwoje dzieci z tego małżeństwa zmarło w dzieciństwie (syn Mieczysław zmarł w 1813 w wieku 6 lat, córka Klementyna jako niemowlę.)
W 1813 poślubiła Stanisława Potockiego, z którym miała jedno dziecko córkę Aleksandrę (1818–1892), przyszłą żonę ostatniego z wilanowskich Potockich, hr. Augusta na Podhajcach h. Pilawa (Srebrna) (1805–1867).